# Stay with Me (Gigi D'Agostino)
Stay with Me è una canzone di Gigi D'Agostino pubblicata per la prima volta nella compilation Ieri & Oggi Mix Vol. 1 come traccia numero 1.
Nel 2011 è stata pubblicata come singolo ufficiale in digitale in una nuova versione.

La canzone è stata scritta da Gigi D'Agostino e Davide Marani, e cantata dallo stesso Marani.